# آرتور دوبراوچیچ
آرتور دوبراوچیچ (کرواتی: Artur Dubravčić؛ ۱۵ سپتامبر ۱۸۹۴ – ۱۳ مارس ۱۹۶۹) بازیکن فوتبال اهل یوگسلاوی بود.
از باشگاه‌هایی که در آن بازی کرده‌است می‌توان به باشگاه فوتبال کنکوردیا اشاره کرد.
وی همچنین در تیم ملی فوتبال یوگسلاوی بازی کرده‌است.